# ФК „Челси“
Челси (на английски: Chelsea Football Club) е британски футболен клуб. Основан е през 1905 г. във Фулъм, Западен Лондон, но носи името на съседния квартал Челси. Клубът играе в Английската висша лига и през по-голямата част от историята си се състезава в най-високото ниво на английския футбол.
Челси е двукратен световен шампион (2021 и 2025 г.) и единственият лондонски клуб с две световни титли.
Често употребяван сред привържениците му прякор е „Pride of London“ (Гордостта на Лондон). Отборът е първият тим от Лондон, който спечелва Шампионската лига през сезон 2011/12. За кратко време Челси държи едновременно двата най-ценни клубни трофея в Европа, след като побеждава Бенфика на финала за Лига Европа на 15 май 2013 г.. Освен това със спечелването на купата отборът се нарежда до Аякс, Байерн Мюнхен и Ювентус, като единствените клубове, печелили и трите големи турнира под егидата на УЕФА – КЕШ (Шампионска лига), Купата на УЕФА (Лига Европа) и КНК.
По годишен оборот за финансовата година към сезон 2011/12 Челси е на пето място в света и на второ в Англия с оборот от 261 млн. британски лири. 

## История

### Основаване на клуба
ФК Челси е основан през 1905 г. от англичани, които имали мечта – да направят клуб, който да играе възможно най-елитния футбол. Година по-рано строителният предприемач Гъс Миърс искал футболът да стане популярен спорт в Лондон и за тази цел закупил бъдещия стадион Стамфорд Бридж. Той, заедно с братята си, имал желанието да го превърне в най-модерния спортен комплекс в английската столица и започнал да търси местен футболен клуб, който да се наеме със стопанисването му и да играе срещите си на него. От ФК Фулъм проявили интерес, но наемът бил прекалено висок за тях и отхвърлили офертата, която Миърс им предлагал. След отказа на Фулъм, предприемачът решил да продаде съоръжението на Западната железопътна компания. Точно тогава, приятелят му Фредерик Паркър дава идеята да си направи собствен футболен отбор. Той е очарован, но възникват спорове за името на клуба. Има предложения за ФК „Кенсингтън“, ФК „Стамфорд Бридж“ или ФК „Лондон“, но Паркър държи на своето и така в началото на 1905 г. официално е създаден новият клуб ФК „Челси“.

### 1905 – 1920
След създаването на клуба, той трябва да стартира, участвайки в Южната Лига, но двата лондонски участника в тази лига – ФК Фулъм и Тотнъм, страхувайки се, че новосформираният клуб може да привлече част от техните фенове, убеждават другите отбори да не допускат Челси в Лигата. Миърс и Паркър започват да търсят друго място, където тимът им може да се изяви. Отправят запитване за включване в Английската футболна лига. По това време отборите във Футболната лига искали да се обхване по-голяма територия на юг. На 1 юни 1905 г. лондонския клуб е официално приет. Челси стартира във Втора английска дивизия.
Първите два мача на тима са срещу дебютанти като тях. Губят дебютния си мач като гост от Стокпорт Каунти с 0:1, но след това смачкват като домакин с 5:1 Хъл Сити. В следващите 36 мача Челси има само шест загуби и завършва сезона на трето място. Следващият шампионат те завършват втори и така още на втората година от своето съществуване печелят участие в елитната футболна лига – Първа дивизия. По същото време се извършва първата смяна на треньорския пост в историята на тима. Първият мениджър Джок Робъртсън е заменен от Дейвид Колдеруд. Под негово ръководство, отборът завършва на 13 място в първия си сезон сред най-добрите. Следва 11-о място, но през сезон 1909/10 Челси заема 19-о място и изпада. След два сезона прекарани в долния ешелон отново се завръща. През февруари 1912 на 37 години умира основателя на „Сините“ Гъс Миърс. Този сезон, Челси постига голям успех като се добира до полуфинал за Купата на Англия, но губи от Нюкасъл Юнайтед с 3:0. До началото на Втората световна война, клубът прави още няколко добри участия в тези мачове за Купата, а в първенството заема места в средата на класирането.

### 1920 – 1970
Само през 1920 г. заема трето място. През 1924 г. отново се стига до изпадане, но през 1930 отново завършва на втора позиция във Втора дивизия и получава промоция. Вторият мениджър на клуба Дейвид Колдерууд води тима през всичките тези години. Изкарва 26 сезона, преди да бъде заменен от Лесли Найтън, но въпреки това оставя името си в историята като поставя рекорд по най-много сезони като мениджър на клуба. Найтън, както и другите треньори на Челси в следващите години, изкарват доста по-малко време начело на „сините“.
Найтън е треньор до началото на Втората световна войната. След това на неговия пост застава Бирел. По време на самата Война, тима печели Южната купа – сезон 1944/45. Първенството е спряно по време на Войната и клубът играе в Лондонската и Южната група. Челси не заема по-високо от 13 място и Бирел е принуден да си подаде оставката. Пети треньор на клуба става бившия национал на Англия и футболист на Арсенал Тед Дрейк. По време на неговото ръководство Челси постига най-големия си успех за ХХ век. През 1955 г. става Шампион на Англия, като оставя зад себе си на 4 т. разлика миналогодишния ФК Улвърхамптън Уондърърс. Триумфът за сините е още по-голям тъй като шампион е не само Челси, но и юношите, младежите и дублиращия състав. Радостта е съпътствана от едно разочароващо решение на футболните шефове в страната. Футболната лига не позволява на тима да играе в КЕШ, като се обосновава с претоварения график на английския шампионат. Това се отразява негативно на играчите и на следващата година клуба финишира едва на 16-о място, а през 1962 г. следва ново отпадане във Втора дивизия. Въпреки спечелената титла, клубът не се представя добре след този сезон и си връща старата слаба форма. Следва прогрес, който се дължи в голяма степен на шотландския национал Томи Докърти, който поема клуба на следващия сезон. Още през 1963 г., Челси става вицешампион на Втора дивизия, а през следващите години не слиза по-надолу от 9-о място в Първа лига. Следват нови добри участия в Купата на страната – през 1965 и 1966 играят полуфинали, а през 1967 играят финал, но губят в решителния мач с 2:1 от Тотнъм.

### 1970 – 1974
След Докърти на треньорския пост застава Дейв Секстън. Добрите изяви в купата на Англия продължават. След няколко опита най-накрая през 1970 г. те печелят този трофей. Сезон 1969/70 е много успешен за тима. Стигат до третото място в първенството и участват във финал за Купата. Техен съперник е един от най-добрите отбори по това време Лийдс, завършил на втора позиция в шампионата. Те са считани за фаворити. Съумяват да поведат още през първото полувреме с гол на Джеки Чарлтън, но Питър Хаусман изравнява за Челси. Втората част отново започва добре за йоркшърци и те отново излизат напред в резултата, но две минути преди преди края Иън Хъчинсън изравнява. Следва преиграване на Олд Трафорд. Там срещата отново е много оспорван. Лийдс отново водят с 1:0, но 12 минути преди края Питър Озгуд изравнява. В продълженията, защитникът Дейвид Уеб бележи победното попадение и донася първата купа на Англия в историята на клуба. Това дава право на тима да участва в евротурнирите през следващия сезон. Челси взема участие в турнира КНК. Един след друг побеждава Арис Солун, следва ЦСКА София и накрая Брюж. Стигат до полуфинал. Жребият отрежда „сините“ да се изправят срещу миналогодишния носител Манчестър Сити. Те не се оказват пречка и ги отстраняват с общ резултат 2:0. На финала ги чака Реал Мадрид. „Белият балет“ е фаворит, но тези които откриват резултата са англичаните, с гол на Питър Озгуд. Испанците обаче изравняват резултата секунди преди края на мача. Следват продължения, в които двата отбора не допускат гол и се стига до преиграване. Два дни по-късно отборите се срещат пак на стадион „Караискакис“. Челси отново излиза напред с гол на Джон Демпси в 32 минута, който се реваншира за вината му за гола на иберийците в първата среща. Реал Мадрид натискат до края на мача, но това не дава отражение в резултата и Челси печели трофея. Влиза в историята като четвъртия английски отбор носител на КНК.

### 1974 – 1993
След този триумф следват нови тежки години за лондончани. През 1974 г. Секстън напуска клуба и година по-късно тима изпада във Втора дивизия. В периода от 1974 до 1993 много треньори се сменят на „кормилото на тима“, но никой не се задържа за голям период от време. Джон Нил остава най-дълго, но това е малко относително, защото води тима между 1981 и 1985. Това не помага на клуба и под негово ръководство за малко не се стига до изпадане в Трета дивизия. Проблемите по това време са главно финансови, и свързани със собствеността на земята, точно в този момент се появява Кен Бейтс, строителен предприемач които първоначално стабилизира отбора макар че само две точки ги делят от изпадане. През следващата година, Нил решава да направи промени в тима и много нови играчи идват на „Стамфорд Бридж“. Това дава резултат и за първи път тима става шампион на Втора дивизия. След този успех Нил става директор на клуба, а на треньорския пост е назначен Джон Холинс. Но радостта е временна само след един сезон са пак обратно във втора дивизия. Назначен е Боби Кембъл, с него отбора постига неподобрен рекорд с 99 точки в един сезон и триумфално се завръща в елита, като още в първия си сезон там завършва 5-и. Това е само началото на бъдещите успехи, които следват само след няколко години. Последователно след Боби Кемпбъл се сменят Йън Портърфилд и бившия защитник на тима Дейвид Уеб.

### 1993 – 2000
След Уеб, в отборът през 1993 г. идва Глен Ходъл. С неговото име се свързва нов възход в историята на тима. Новият президент Кен Бейтс играе важна роля в коренното преобразяване на Челси. Към „сините“ се присъединяват няколко знаменити играчи начело с Рууд Гулит. През 1996 г. Ходъл става треньор на английския националния отбор. Под ръководството на Глен Ходъл през 1994 г. Челси играе финал за купата на Англия, но го губи от Манчестър Юнайтед с 4:0. След него треньор на клуба е Гулит, който става играещ мениджър. Нидерландецът изгражда италианско нападателно трио Виали, Дзола и Роберто Ди Матео. През 1997 г. отборът играе финал за Купата на Англия. Побеждава Мидълзбро с 2:0, с голове на Ди Матео и Еди Нютон и за втори път печели трофея.
Точно когато предстоят финали за КНК и Купата на Лигата, през февруари 1998 Гулит е уволнен след скандал с ръководството на клуба. Джанлука Виали го заменя. Тимът губи финала за Лигата след загуба от Мидълзбро с 2:0. Това още повече кара футболистите да дадат всичко от себе си в другия финал – за КНК. Челси играе финал с германския Щутгарт в Стокхолм. Мачът отива към нулево реми, когато Джанфранко Дзола след пас на Денис Уайс вкарва и Челси става за втори път носител на тази купа. Това обаче не е последният финал за сезона. Предстои мач за Суперкупата на Европа. Там „сините“ се срещат със свой стар познайник – Реал Мадрид. Челси побеждава с 1:0 с попадение на Густаво Пойет. Така Челси прибавя във витрината си нов европейски трофей – Суперкупата на Европа и постига първия си международен дубъл. През сезон 1998/99 Челси завършва на трето място във Висшата лига, което дава право на тима да участва в Шампионска лига. Играят в третия квалификационен кръг с латвийския Сконто и ги отстраняват с общ резултат 3:0. В групите се падат с Милан, Галатасарай и Херта Берлин. Лондончани завършват на първо място, като трябва да се отбележи, че правят две равенства с италианците, а насред Истанбул бият турците с 5:0. На четвъртфиналите се падат с испанския Барселона. Челси води с 3:0 с голове на Дзола и две попадения на Фло, но в края допускат гол на Луиш Фиго. Със същия резултат – 3:1 Барса отвръща на Ноу Камп. Следват продължения, в които испанците бележат нови два гола и Челси отпада от турнира. Сезон 1999/2000 носи нов трофей – Купата на Англия. По пътят към финала, „сините“ разгромяват Манчестър Юнайтед с 3:0 на Стамфорд Бридж. Този успех е последван от нова победа на полуфиналите, този срещу Нюкасъл Юнайтед, а на финала бият Астън Вила с 1:0, с гола на Ди Матео. В шампионата заемат петата позиция. По това време Челси има много чуждестранни играчи. Президента Бейтс и треньора Виали са критикувани, че разчитат прекалено много на легионери и не дават достатъчно шанс на младите английски таланти. Стига се и до мач, в който сред титулярите няма нито един англичанин. Личат имената на френските световни шампиони – Дешам, Лебьов и Десаи. През лятото на 2000 г. „сините“ побеждава Манчестър Юнайтед с 2:0 за Суперкупата на Англия и всички слагат лондончани за фаворит за титлата. Вместо това сезонът започна много зле. Загуби от Астън Вила, Бредфорд и равенство с Нюкасъл Юнайтед, опровергават прогнозите за златни медали. В пълен контраст с представянето на тима, Джими Флойд Хаселбанк. Нидерландецът вкарва постоянно. Пресата критикува Виали, че е неопитен треньор и не може да реализира пълния потенциал на отбора. Скоро италианецът е уволнен, но остава в историята на клуба като най-успешния мениджър, след като е донесъл за две години и половина пет различни купи в клубната витрина. След него идва сънародника му Клаудио Раниери.

### 2000 – 2003
Първите два сезона Раниери не може да стигне до местата за Шампионската лига. Два пъти финишират на шесто място. Вместо това Челси реди загуби в Купата на УЕФА от скромни отбори като швейцарския Сент Гален, Апоел Тел Авив и норвежкия Викинг. През 2002 г. „сините“ губят финала за купата на Англия от Арсенал с 0:2. За сметка на това че не успява да постигне някакви сериозни успехи в първите си години на „Стамфорд Бридж“, той открива някои млади таланти и по-малко известни играчи. Хаселбанк става голмайстор за сезон 2000/01 с 22 гола, следващия сезон също мож да завоюва това отличие, но Анри от Арсенал го оставя на второ място. Ветеранът Дзола показва невероятен дух и игра и печели всички сини сърца в Лондон и по целия свят. Обявен е за най-добрия играч на Челси за всички времена. През сезон 2002/03 Челси бие в последния мач за сезона Ливърпул с 2:1 и по този начин стига до четвърто място, което дава място в Шампионската лига. Това е един от малкото успехи на Клаудио Раниери. Но е ключов, защото руският милиардер Абрамович търси отбор, които играе в Шампионската лига и би могъл да придобие лесно, това е идеалният отбор за него. Преди това е оглеждал Тотнъм и Блекбърн, но и двата не отговарят на критерия да са евроучастници. Ливърпул е прекалено скъп и отборът, идеален за инвестиция, е Челси. Той купува играчи за солидни суми, като насреща не постига очакваните успехи и клубът изпада във финансова криза. Собственикът и президент на Челси Кен Бейтс е почти пред обявяване на фалит, когато пристига руският милиардер Роман Абрамович.

### 2003 – 2008
Благодарение на огромните си финансови възможности, олигархът покрива дълговете на отбора, но и започва политика, с която иска да превърне Челси в най-големия клуб в света. На „Стамфорд Бридж“ пристигат играчи като Муту, Креспо, Верон, Дъф и още много други. Абрамович преобразавя цялостния облик на тима. Плащат се големи суми за селекция, но Раниери продължава да не може да стигне до големите отличия. Така през лятото на 2004 г. за мениджър е привлечен португалецът Жозе Моуриньо, който е обявен за най-добрия треньор в света за изминалия сезон. Той печели това отличие и година по-късно. Привлича в отбора имена като Дидие Дрогба, Рикардо Карвальо, Пауло Ферейра, Петър Чех, Арен Робен и още добри играчи, които са в основата на успехите през следващите години. Стилът на тима се отличава с голяма стабилност в защита и ефективност в нападение. Още в първата си година като мениджър на тима, Моуриньо печели титлата на страната и Купата на Лигата. Първото място във Висшата лига е емблематично, тъй като точно 50 години след първата титлата на страната, клубът става отново шампион. Стигат и до полуфинал за Шампионската лига, но там са отстранени от Ливърпул с общ резултат 1:0 с много спорен гол, за когото така и не бе доказано, че топката е преминала голлинията. На следващта година в клубната витрина се прибавят нови две отличия. През втората си година Моуриньо взема отново титлата в Англия, а също така и Къмюнити Шийлдс след победа над Арсенал с 2:1, като и двата гола за „сините“ ги бележи Дрогба. През сезон 2006/07 Челси печели нови две отличия. Завоюва Купата на Лигата. На финала Челси бие с 2:1 Арсенал. Няколко месеца по-късно идва и решаващия мач за Купата на Англия. Там Челси взема реванш от Манчестър Юнайтед за загубената титла, като ги побеждава с 1:0 на реконструирания „Уембли“ след продължения, с гол на Дрогба.
В началото на сезон 2007/08 Челси подобрява един стар рекорд, който преди това е пренадлежал на Ливърпул. С победата у дома над новака Бирмингам Сити 3:2 на 12 август 2007, „сините“ бият рекорда от 63 мача непобедени на своя стадион. Поради слаби резултати 3 месеца по-късно Жозе Моуриньо е уволнен, а на негово място е назначен Аврам Грант. Отборът започва да навлиза във форма и доказателство за това е класирането за финала на Купата на Лигата. Там тимът губи изненадващо от Тотнъм, но отборът не пада духом и се класира и на полуфинал за Шампионската лига, като същевременно е с равни точки с Манчестър Юнайтед. На полуфинала Челси отстранява Ливърпул след 2 гола в продълженията (3:2). В последния кръг на първенството отборът губи титлата на Англия и всички погледи са насочени към финала за ШЛ в Москва на 28 май 2008 г. В този мач Челси за пореден път губи злощастно след изпълнение на дузпи. Редовното време и продълженията завършват наравно – 1:1. При изпълнението на дузпи Кристиано Роналдо пропуска за „червените дяволи“. Последната пета дузпа изпълнява Джон Тери. Ако отбележи, Челси печелят трофея, но той пропуска. Драмата на стадиона е пълна. Никола Анелка изпуска решаващата дузпа и Манчестър Юнайтед печели Шампионската лига. Това е краят на ерата Грант. След края на сезона Грант напуска, а на негово място е назначен Луиш Фелипе Сколари. През трансферния прозорец Челси взима Деко и Жозе Босингва. Новият сезон започва впечатляващо с победа 4:0 над Портсмут. Челси записва серия от 86 мача без загуба на Стамфорд Бридж в Премиър Лийг. Серията, започнала на 10 април 2004 г., е спряна от Ливърпул на 26 октомври 2008 г.

### 2009 – 2011
На 10 февруари 2009 г. за старши треньор е назначен Гуус Хидинк. Под негово ръководство сините имат възход. Той изгражда един сплотен Челси с много голяма дисциплина. По времето му като треньор Челси записва 1 загуба от Тотнъм. Челси завършва трети в Премиършип на 3 точки зад втория Ливърпул. Сините отпадат на полуфинал в Шампионската лига от Барселона, а преди това побеждават Ливърпул. В мача срещу Барселона Андрес Иниеста вкарва гол за каталунците в 3-тата минута на добавеното време и така Челси отпадат от турнира. В последния мач за сините за сезон 2008/09 Челси печели финала срещу Евертън за ФА Къп с попадения на Луи Саха за Евертън в 26-ата секунда, Дрогба за 1:1 в 21 минута и Лампард в 71 минута, които донасят титлата на Челси. Става ясно че Хидинк остава в тима, но като изпълнителен директор. Треньор е Карло Анчелоти.
На 9 август 2009 г. Челси побеждава големия си съперник в Англия Манчестър Юнайтед във финала на Къмюнити Шийлд след изпълнение на дузпи. Редовното време завършва 2:2, а при дузпите футболистите на Челси надделяват с 4:1. В 10-а минута Луиш Нани открива резултата за Манчестър Юнайтед. Челси изравнява в 52-рата минута. При едно центриране вратарят Бен Фостър и Дидие Дрогба се сблъскват, като нападателят на сините успява да задържи топката в очертанията на терена. Топката се озовава на няколко метра пред опразнената врата на червените дяволи. На точното място и в точното време се оказва Рикардо Карвальо, за когото това е лесно попадение. В 72-рата минута при бърза контраатака, Лампард получава топката от Дидие Дрогба и шутира от границите на наказателното поле и вкарва за 2:1. В края на мача Райън Гигс подава на Уейн Рууни, който изравнява резултата. При дузпите Франк Лампард, Михаел Балак, Дидие Дрогба и Саломон Калу пращат топката в мрежата на Бен Фостър, докато изпълненията на Райън Гигс и Патрис Евра са спасени от Петер Чех. Единственият гол за Манчестър от дузпа вкарва Майкъл Карик за крайния резултат – 6:3 (2:2 в редовното време и 4:1 при дузпите). През сезон 2009/10 Челси става шампион, като играчите на тима вкарват 103 гола за целия сезон. Сините от Лондон завършват с 86 точки. Голмайстор става Дидие Дрогба с 29 попадения. Челси печели и купата на Футболната асоциация след победа на финала над Портсмут с 1:0. По този начин печели за първи път в историята си дубъл – първенството и Купата на Англия в един сезон. 

### 2011 – 2012
След загубата от Наполи с 1:3, Андре Вилаш Боаш, е уволнен. Временен мениджър на Челси става Роберто ди Матео. Той прави дебюта си с победа над Бирмингам с 2:0. Челси печели реванша си в ШЛ срещу Наполи с 4:1, като по този начин лондонският клуб продължава напред. На 1/4-финала Челси отстранява Бенфика с 0:1 и 2:1. На полуфинала на турнира Челси се среща с Барселона. Първия мач на Стамфорд Бридж лондончани побеждават Барса с 1:0. Автор на попадението е Дидие Дрогба. Реваншът завършва 2:2 на Камп Ноу. Каталунците повеждат с голове на Серхио Бускетс и Андрес Иниеста. Макар и с 10 души (Джон Тери червен картон получава), Челси успява да изравни след головете на Рамирес(добавено време на първата част); и Торес (добавено време на втората част). На финала те срещат Байерн Мюнхен на Алианц Арена. Сините побеждават германския гранд след изпълнение на дузпи. Редовното време завършва 1:1. Първи до гола стигат баварците в 83-тата минута, като автор е Томас Мюлер, но пет минути след това Дидие Дрогба засича топката с глава и възстановява равенството на „Алианц Арена“ – 1:1. В 93-тата минута Дрогба спъва Рибери и е посочена бялата точка, но Робен пропуска след спасяване на Чех. При дузпите за баварците реализират Филип Лам, Марио Гомес и Мануел Нойер, а за лондончани реализират Давид Луис, Франк Лампард, Ашли Коул и Дидие Дрогба. Така с общ резултат 5:4 „сините“ осъществяват най-голямата си мечта и вдигат трофея, а разочарованието за баварците, които се провалят на собствения си стадион е огромно. Въпреки спечелените трофеи в Шампионска лига и ФА къп, Челси завършват на разочароващото 6-о място във Висшата лига, но отборът ще играе в ШЛ през следващия сезон заради спечелената титла. Роберто ди Матео си извоюва постоянен договор със сините.

### 2012 – 2013
Новата кампания започва добре за сините. След няколко кръга Челси е на върха в класирането на Висшата лига, но заради последвалите слаби успехи в шампионата и отпадането от ШЛ още в груповите фази, на 21 ноември 2012 г. мениджърът Роберто ди Матео е уволнен. Като временен мениджър на сините е назначен Рафаел Бенитес. Той си навлича гнева на феновете на Челси заради слаби успехи. Лондонският отбор е в криза. Отборът е отстъпил лидерската си позиция на Манчестър Юнайтед, а второто място е заето от Манчестър Сити. Под ръководството на Бенитес, Челси успява да излезе от кризата, в която бе преди идването му. Сините продължават в турнира Лига Европа. Там те отстраняват Спарта Прага, Стяуа Букурещ, Рубин Казан и Базел, за да срещнат на финала португалския Бенфика. Челси побеждава португалския гранд с 2:1. Головете за сините отбелязват Фернандо Торес в 60-ата минута и Бранислав Иванович с глава в 93-тата. Попадението за Бенфика е отбелязано от Оскар Кардосо в 68-ата минута от дузпа. Така Челси става първият отбор, който е едновременен носител на двата най-ценни трофеи в Европа – Шампионска лига и Лига Европа. Сините от Лондон завършват първенството на Англия 3-ти със 75 точки, като в последния кръг побеждават Евертън с 2:1. Рафаел Бенитес напуска клуба.

### 2013 – 2014
На 1 юни 2014 г. Жозе Моуриньо се завръща на Стамфорд Бридж, след като напуска Реал Мадрид. Той привлича в състава си Самуел Ето'о, Вилиан, Марк Шварцер, Андре Шюрле, Марко ван Гинкел и Кристиян Атсу и Мохамед Салах. Повторния си дебют за Челси прави срещу Хъл Сити на 18 август 2013 г., като сините печелят с 2:0 пред собствена публика, но от следващите 5 мача на ниво Висша лига, сините записват едва 2 победи и 2 равенства. Следва стабилизиране в играта на Челси и те записват 7 победи в 8 мача в шампионата. Оформят се 4 кандидата за титлата в Англия (Манчестър Сити, Ливърпул, Арсенал и Челси). В Купа на Футболната лига(Capital One Cup) Челси отпада на четвъртфинал от Съндърланд с 2:1, като преди това отборът на Жозе Моуриньо отстранява Суиндън и Арсенал, като и двата мача завършват с резултат 2:0. Сините стигат до петия кръг в турнира ФА Къп, където отпадат от Манчестър Сити с 2:1. В груповата фаза на Шампионска лига сините се изправят срещу Шалке 04, Стяуа (Букурещ) и Базел, като отборът печели групата си, като допуска едва 3 гола, при 12 вкарани. Челси отпада на полуфинал от Атлетико (Мадрид), отстранявайки преди това Галатасарай с общ резултат 3:1 и ПСЖ с 3:3. Сините стигат до 3-то място в първенството на Англия, завършвайки с 82 точки (на 2 т. от втория Ливърпул и на 4 т. от шампиона Манчестър Сити). Челси е отборът с най-силна защита, допускайки 27 гола в 38 мача на ниво Висша лига. Отбора на Жозе Моуриньо се смята, че практикува твърде дефанзивен футбол, макар че Челси разбива Арсенал с 6:0 на собствения си стадион. Жозе Моуриньо записва първа загуба на Стамфорд Бридж срещу Съндърланд след 4-годишен престой в Челси. Лондончани завършват кампанията без спечелен трофей и много скандали около нападателите на сините.

### 2014 – 2015
В летния трансферен прозорец, Челси продава всичките си нападатели, за да вземе на тяхно място Диего Коста, Лоик Реми и завърналата се легенда на Стамфорд Бридж – Дидие Дрогба. Голямата легенда на Челси Франк Лампард напуска сините заради непредложен нов договор. Вратарят под наем във ФК Атлетико Мадрид – Тибо Куртоа, Филипе Луиш и халфа на Барселона Сеск Фабрегас са новите попълнения на сините. На 18 август 2014 Диего Коста вкарва първото попадение за Челси за новия сезон. Два кръга по-късно сините излизат на върха в класирането след победа над Евъртън с 3:6. Първата загуба във всички турнири идва в 15-ия кръг на Английска висша лига след 2:1 от Нюкасъл Юнайтед. Още на първия ден от 2015 г. Челси претърпява поражение от Тотнъм с 5:3. Тогава основният претендент на Челси за титлата Манчестър Сити се изравнява по всички показатели с Челси, но тимът от Лондон остава на върха в класирането заради името на отбора на английски език. Сините отпадат от Брадфорд. Лондончани печелят групата си в Шампионска лига с 4 победи и 2 равенства. Тимът на Жозе Моуриньо е най-резултатният отбор в групите със 17 гола. Челси отпада от ПСЖ на осминафинал след 1:1 в първия мач и 2:2 във втория мач, като те са единственият непобеден отбор в Шампионска лига. Лондончани печелят първия си трофей в турнира Купата на лигата на Англия след победа с 2:0 над Тотнъм. Челси допуска 3-та загуба във Висшата лига от Уест Бромич Албиън, която е и последна на сините от Лондон. Тимът на Жозе Моуриньо печели 3-та титла на Английска висша лига с 87 точки. Втори са Манчестър Сити със 79. Челси подобрява 2 рекорда на Манчестър Юнайтед, записвайки 274 дни на върха в таблицата и допускайки само 4 загуби във всички турнири. Джон Тери се превръща в най-резултатния защитник в историята на Английска висша лига. Португалският мениджър на сините печели наградата за треньор на годината, а младата звезда на Челси Еден Азар обира наградите за играч на годината в Англия, наградата от пишещите журналисти в Англия и е избран за играч номер 1 на Челси от феновете. Диего Коста е топ реализатор на сините с 20 гола, а Сеск Фабрегас записва най-много асистенции – 18. Това е първи дубъл за Челси от сезон 2011/12.

### 2016 – 2020
За периода отборът взима 3 купи: Английска висша лига (2017), ФА Къп (2018) и Лига Европа (2019).

### 2021 – 2025
През тези години Челси достига най-големите си успехи. През 2021 г. постига първия си международен дубъл: за втори път спечелва Шампионската лига и Суперкупата на Европа. На световното клубно първенство за 2021 г., проведено през февруари 2022 г., Челси превръща дубъла в трипъл, като за пръв път в историята си става световен клубен шампион след победа на финала над Палмейрас с 2:1 след подължения.
През 2025 г. отборът постига втория си международен дубъл: първа победа в Лигата на конференциите и втора световна титла в новия разширен формат на първенството, след 7 изиграни мача и неочаквана победа на финала над фаворита Пари Сен Жермен с 3:0.

## Стадион
Стадиона на Челси е Стамфорд Бридж, където те играят от създаването си. Първият голям успех на клуба е през 1955, когато стават шампиони на Англия и печелят няколко купи през 60-те, 70-те, 90-те и 2000-та. Изминалото десетилетие е най-успешния период в историята на Челси, ознаменуван с печеленето на Дубъл (Купа на Висшата лига и ФА къп) през 2010. От 2003 година клубът е собственост на руския милиардер Роман Абрамович.
Обичайният цвят на екипа на Челси е кралско сини фланелка и гащета и бели чорапи, комбинацията е използвана от 60-те. Емблемата на клубът е променяна няколко пъти в опити да се модернизира и подобри; сегашната емблема, включва лъв държащ жезъл и е модифицирана версия на първата приета през 50-те. Клубът е на пето място по посещаемост на мачовете за всички времена в английския футбол. Средната посещаемост за сезон 2010/11 е 41 435, шестата най-висока във Висшата лига.

### Стамфорд бридж
- Име на стадиона: Стамфорд Бридж
- Адрес: Фулъм роуд, Лондон SW6 1HS
- Капацитет: 41 623 изцяло седящи места
- Размери: 103 х 67 метра
- Архитект: Арчибалд Лийч
- Построен: 1876 г.
- Официално отворен: 28 април 1877 г.

#### Матю Хардинг
Капацитет: 10 884
Трибуната „Матю Хардинг“, преди известна като Северната трибуна, е разположена на северния край на терена. Тя носи името на бившия директор на клуба Матю Хардинг, който намира смъртта си в катастрофа с хеликоптер на 22 октомври 1996 г. Хардинг прави значителни инвестиции, за да може трибуната да бъде завършена и скоро след смъртта му тя е преименувана на негово име. Строежът приключва през сезон 1997/98, година след смъртта на Хардинг. Трибуната е на два етажа, където повечето места са за притежатели на сезонни билети. Зад трибуната „Матю Хардинг“ е разположен музеят на отбора.

#### Източна трибуна
Капацитет: 10 925
Това е най-старата трибуна на „Стамфорд Бридж“ и е разположена по протежението на източната страна на терена. Преди време, долния етаж на трибуната е било място за феновете на гостуващия отбор, но в началото на сезон 2005/06 по искане на тогавашния мениджър Жозе Моуриньо там се разполагат местата за семейства с цел повдигане на морала на отбора. Трибуната има три етажа и е сърцето на стадиона, като под нея са тунела, съблекалните, треньорските скамейки, залата за пресконференции, пресцентъра и коментаторските кабинки. На средния етаж са разположени ложи, а горния етаж предлага на публиката една от най-добрите гледки на стадиона.

#### Шед енд
Капацитет: 6814
„Шед енд“ е южната трибуна. Тя има два етажа. От сезон 2005/06 в източния край на трибуната се разполагат феновете на гостуващия отбор (входове 1 – 3 от горния етаж и около половината от долния). Под „Дъ Шед“ е разположен музей и мемориална стена, където семействата на починалите привърженици на клуба могат да им поставят имената, като знак за вечна подкрепа към отбора.
Трибуната е построена през средата на 90-те години.

#### Западна трибуна
Капацитет: 13 432
Западната трибуна е разположена от западната страна на терена. Тя е на три етажа като има и ред с административна ложа, която се простира по цялата дължина на трибуната. Точно оттам собственикът Абрамович наблюдава двубоите на отбора. По този причина, на трибуната са поставени отоплители, за удобство на феновете през студените зимни дни.
Главният вход на трибуната е първото нещо, което феновете виждат, влизайки откъм „Фулъм роуд“. От двете му страни са разположени два малки входа, които са на името на бившите играчи Найджъл Спакман и Дейвид Спийди.
Гореспоменатите ложи са домакин на много гости в деня на мачовете. Всяка ложа е на името на бивш играч на Челси – Боби Тамблинг, Стив Кларк, Рон Харис, Тед Рейк, Питър Бонети и Джон Холинс.

## Състав

### Настоящ състав
Към 7 август 2025 г.

## Резултати през годините
От 1980/81 до 2016/17 г. отборът на Челси се е състезавал в първите две дивизии на английския футбол от общо 4 нивà (I, II, III и IV) и се е класирал със следните резултати:
| Сезон       | I  | II | III | IV | Точки | Мачове | П  | Р  | З  | В.Г. | Д.Г. | +   |
| 2016 – 2017 | 1  |    |     |    | 93    | 38     | 30 | 3  | 5  | 85   | 33   | +52 |
| 2015 – 2016 | 10 |    |     |    | 50    | 38     | 12 | 14 | 12 | 59   | 53   | +6  |
| 2014 – 2015 | 1  |    |     |    | 87    | 38     | 26 | 9  | 3  | 73   | 32   | +41 |
| 2013 – 2014 | 3  |    |     |    | 82    | 38     | 25 | 7  | 6  | 71   | 27   | +44 |
| 2012 – 2013 | 3  |    |     |    | 75    | 38     | 22 | 9  | 7  | 75   | 39   | +36 |
| 2011 – 2012 | 6  |    |     |    | 64    | 38     | 18 | 10 | 10 | 65   | 46   | +19 |
| 2010 – 2011 | 2  |    |     |    | 71    | 38     | 21 | 8  | 9  | 63   | 33   | +36 |
| 2009 – 2010 | 1  |    |     |    | 86    | 38     | 27 | 5  | 6  | 103  | 32   | +71 |
| 2008 – 2009 | 3  |    |     |    | 83    | 38     | 25 | 8  | 5  | 68   | 24   | +44 |
| 2007 – 2008 | 2  |    |     |    | 85    | 38     | 25 | 10 | 3  | 65   | 26   | +39 |
| 2006 – 2007 | 2  |    |     |    | 83    | 38     | 24 | 11 | 3  | 64   | 24   | +40 |
| 2005 – 2006 | 1  |    |     |    | 91    | 38     | 29 | 4  | 5  | 72   | 22   | +50 |
| 2004 – 2005 | 1  |    |     |    | 95    | 38     | 29 | 8  | 1  | 72   | 15   | +57 |
| 2003 – 2004 | 2  |    |     |    | 79    | 38     | 24 | 7  | 7  | 67   | 30   | +37 |
| 2002 – 2003 | 4  |    |     |    | 67    | 38     | 19 | 10 | 9  | 68   | 38   | +30 |
| 2001 – 2002 | 6  |    |     |    | 64    | 38     | 17 | 13 | 8  | 66   | 38   | +28 |
| 2000 – 2001 | 6  |    |     |    | 61    | 38     | 17 | 10 | 11 | 68   | 45   | +23 |
| 1999 – 2000 | 5  |    |     |    | 65    | 38     | 18 | 11 | 9  | 53   | 34   | +19 |
| 1998 – 1999 | 3  |    |     |    | 75    | 38     | 20 | 15 | 3  | 57   | 30   | +27 |
| 1997 – 1998 | 4  |    |     |    | 63    | 38     | 20 | 3  | 15 | 71   | 43   | +28 |
| 1996 – 1997 | 6  |    |     |    | 59    | 38     | 16 | 11 | 11 | 58   | 55   | +3  |
| 1995 – 1996 | 11 |    |     |    | 50    | 38     | 12 | 14 | 12 | 46   | 44   | +2  |
| 1994 – 1995 | 11 |    |     |    | 54    | 42     | 13 | 15 | 14 | 50   | 55   | -5  |
| 1993 – 1994 | 14 |    |     |    | 51    | 42     | 13 | 12 | 17 | 49   | 53   | -4  |
| 1992 – 1993 | 11 |    |     |    | 56    | 42     | 14 | 14 | 14 | 51   | 54   | -3  |
| 1991 – 1992 | 14 |    |     |    | 53    | 42     | 13 | 14 | 15 | 50   | 60   | -10 |
| 1990 – 1991 | 11 |    |     |    | 49    | 38     | 13 | 10 | 15 | 58   | 69   | -11 |
| 1989 – 1990 | 5  |    |     |    | 60    | 38     | 16 | 12 | 10 | 58   | 50   | +8  |
| 1988 – 1989 |    | 1  |     |    | 99    | 46     | 29 | 12 | 5  | 96   | 50   | +46 |
| 1987 – 1988 | 18 |    |     |    | 42    | 40     | 9  | 15 | 16 | 50   | 68   | -18 |
| 1986 – 1987 | 14 |    |     |    | 52    | 42     | 13 | 13 | 16 | 53   | 64   | -11 |
| 1985 – 1986 | 6  |    |     |    | 71    | 42     | 20 | 11 | 11 | 57   | 56   | +1  |
| 1984 – 1985 | 6  |    |     |    | 66    | 42     | 18 | 12 | 12 | 63   | 48   | +15 |
| 1983 – 1984 |    | 1  |     |    | 88    | 42     | 25 | 13 | 4  | 90   | 40   | +50 |
| 1982 – 1983 |    | 18 |     |    | 47    | 42     | 11 | 14 | 17 | 51   | 61   | -10 |
| 1981 – 1982 |    | 12 |     |    | 57    | 42     | 15 | 12 | 15 | 60   | 60   | 0   |
| 1980 – 1981 |    | 12 |     |    | 40    | 42     | 14 | 12 | 16 | 46   | 41   | +5  |

## Изтъкнати мениджъри
- Изброените мениджъри са спечелили поне един трофей начело на отбора:

| Име              | Период                  | Купи                                                                  |
| ---------------- | ----------------------- | --------------------------------------------------------------------- |
| Тед Дрейк        | 1952 – 1961             | Първа Футболна лига, Чарити Шийлд                                     |
| Томи Дохърти     | 1962 – 1967             | Купа на лигата                                                        |
| Дейв Секстън     | 1967 – 1974             | ФА Къп, Купа на носителите на купи                                    |
| Джон Нийл        | 1981 – 1985             | Втора Футболна лига                                                   |
| Джон Холинс      | 1985 – 1988             | Фул Мембърс Къп                                                       |
| Боби Кембел      | 1988 – 1991             | Втора Футболна лига, Фул Мембърс Къп                                  |
| Рууд Гулит       | 1996 – 1998             | ФА Къп                                                                |
| Джанлука Виали   | 1998 – 2000             | ФА Къп, Купа на лигата, Купа на носителите на купи, Суперкупа на УЕФА |
| Клаудио Раниери  | 2000 – 2004             | ФА Къп, Къмюнити Шийлд                                                |
| Жозе Моуриньо    | 2004 – 2008 2013 – 2015 | 3 Висши лиги, 3 Купи на лигата, ФА Къп, Къмюнити Шийлд                |
| Гуус Хидинк      | 2008 – 2009             | ФА Къп                                                                |
| Карло Анчелоти   | 2009 – 2011             | Висша лига, ФА Къп, Къмюнити Шийлд                                    |
| Роберто ди Матео | 2011 – 2012             | ФА Къп, Шампионска лига                                               |
| Рафаел Бенитес   | 2012 – 2013             | Лига Европа                                                           |
| Антонио Конте    | 2016 – 2018             | Висша лига                                                            |
| Маурицио Сари    | 2018 – 2019             | Лига Европа                                                           |
| Томас Тухел      | 2021 – 2022             | Шампионска лига, Суперкупа на УЕФА, Световно клубно първенство        |
| Енцо Мареска     | от 3.6.2024             | Лига на конференциите, Световно клубно първенство                     |

- Треньори с международна титла или повече от 2 купи
- Томас Тухел (2021)
- Енцо Мареска (2025)
- Джанлука Виали
- Жозе Моуриньо (2015)
- Карло Анчелоти (2010)
- Роберто ди Матео (2012)
- Рафаел Бенитес (2012)
- Маурицио Сари (2019)

## Известни играчи
| - Джими Грийвс - Рон Харис - Питър Бонети - Питър Озгууд - Кери Диксън - Боби Тамблинг - Рей Уилкинс - Стийв Кларк - Марсел Десаи - Франк Лебьоф |  | - Еманюел Пти - Густаво Пойет - Марк Хюз - Торе Андре Фло - Джанфранко Дзола - Джанлука Виали - Роберто Ди Матео - Ерлан Йонсен - Дан Петреску - Селестин Бабаяро |  | - Джими Флойд Хаселбанк - Рууд Гулит - Джордж Уеа - Денис Уайз - Франк Лампард - Джон Тери - Джо Коул - Уейн Бридж - Ернан Креспо - Ейдюр Гудьонсен |  | - Клод Макелеле - Петър Чех - Дидие Дрогба - Деймиън Дъф - Андрий Шевченко - Ариен Робен - Михаел Балак - Майкъл Есиен - Дмитрий Харин - Фернандо Торес |  | - Давид Луис - Хуан Мата - Рамирес - Бранислав Иванович - Пауло Ферейра - Еден Азар - Коул Палмър |

## Отличия
Световни купи
- Световно клубно първенство: (2): 2021, 2025

Европейски купи
- Шампионска лига (2): 2012, 2021
- Лига Европа (2): 2013, 2019
- Лига на конференциите (1): 2025
- КНК (2): 1971, 1998
- Суперкупа на Европа (2): 1998, 2021

Национални отличия и трофеи
- Първа английска дивизия (до 1992) и Английска висша лига (след 1992) (6): 1955, 2005, 2006, 2010, 2015, 2017
- Втора английска дивизия (2): 1984, 1989
- ФА Къп (8): 1970, 1997, 2000, 2007, 2009, 2010, 2012, 2018
- Купа на лигата (5): 1965, 1998, 2005, 2007, 2015
- Къмюнити Шийлд (4): 1955, 2000, 2005, 2009
- Фул Мембърс Къп (2): 1986, 1990

### Носители на златна обувка
Английска висша лига
- Джими Флойд Хасълбанк 2001 – 23 гола
- Дидие Дрогба 2007, 2010 – 20 гола, 27 гола
- Никола Анелка 2009 – 19 гола

В турнира за купа на конфедерациите
- Фернандо Торес 2013 – 5 гола

## Рекорди

### Отборни
- Най-голямата победа във всички турнири: 13:0 – срещу Jeunesse Hautcharage КНК, 29 септември 1971.
- Най-голямата победа в Премиършип:
  - 8:0 – срещу „Уигън“ 9 май 2010.
  - 8:0 – срещу „Астън Вила“, 24 декември 2012.
- Най-много отбелязани голове в един сезон: 103 гола в 38 мача – Премиършип, 2009/10 година.
- Най-малко допуснати гола в един сезон: 15 гола в 38 мача – Премиършип 2004/05 година.
- Най-голям брой „сухи“ мрежи в един сезон: 34 в 59 мача – Премиършип 2004/05 година.
- Най-много точки отбелязани в Премиършип за един сезон: 95, 2004/05 година.
- Най-много точки отбелязани във втората дивизия на английския футбол (Чемпиъншип) за един сезон: 99, 1988/89 година.
- Най-дългата поредица без загуба в домакински мачове: 86 мача, от 20 март 2004 г. до 26 октомври 2008.
- Най-дългата победна серия в лигата: 11 мача, считано от 5 април 2008 – 22 декември 2008 година.

### Индивидуални постижения
- Играчи с най-много мачове

Изброени са 10-те играчи, записали най-много участия във всички турнири.
| №  | Име           | Период      | Мачове | Голове |
| -- | ------------- | ----------- | ------ | ------ |
| 1  | Рон Харис     | 1961 – 1980 | 795    | 14     |
| 2  | Питър Бонети  | 1959 – 1979 | 729    | 0      |
| 3  | Джон Тери     | 1998 – 2017 | 717    | 62     |
| 4  | Франк Лампард | 2001 – 2014 | 648    | 211    |
| 5  | Джон Холинс   | 1963 – 1984 | 592    | 64     |
| 6  | Петър Чех     | 2004 – 2015 | 486    | 0      |
| 7  | Деннис Уайз   | 1990 – 2001 | 445    | 76     |
| 8  | Стив Кларк    | 1987 – 1998 | 421    | 10     |
| 9  | Кери Диксън   | 1983 – 1992 | 420    | 193    |
| 10 | Еди Маккрийди | 1962 – 1974 | 410    | 5      |

- Играчи с най-много голове

Списък на 10-те играчи с най-много голове във всички турнири.
| №  | Име            | Период                  | Голове | Мачове |
| -- | -------------- | ----------------------- | ------ | ------ |
| 1  | Франк Лампард  | 2001 – 2014             | 211    | 648    |
| 2  | Боби Тамблинг  | 1959 – 1970             | 202    | 370    |
| 3  | Кери Диксън    | 1983 – 1992             | 193    | 420    |
| 4  | Дидие Дрогба   | 2004 – 2012 2014 – 2015 | 164    | 379    |
| 5  | Рой Бентли     | 1948 – 1956             | 150    | 380    |
| 5  | Питър Осгуд    | 1964 – 1979             | 150    | 368    |
| 7  | Джими Грийвс   | 1957 – 1961             | 132    | 169    |
| 8  | Джордж Милс    | 1929 – 1943             | 125    | 239    |
| 9  | Джордж Хилсдон | 1906 – 1912             | 109    | 164    |
| 10 | Барри Бриджес  | 1958 – 1966             | 93     | 205    |

Данните са актуализирани на 3 януари 2014 г.
- Играч на годината

Играчи на годината в Челси от 1967 г.
| Година | Победител    |
| ------ | ------------ |
| 1967   | Питър Бонети |
| 1968   | Чарли Кук    |
| 1969   | Давид Уеб    |
| 1970   | Джон Холинс  |
| 1971   | Давид Уеб    |
| 1972   | Джон Холинс  |
| 1973   | Питър Осгуд  |
| 1974   | Гари Лок     |
| 1975   | Чарли Кук    |
| 1976   | Рей Уилкинс  |
| 1977   | Рей Уилкинс  |
| 1978   | Мики Дрой    |
| 1979   | Томи Лангли  |
| 1980   | Клайв Уокер  |
| 1981   | Петър Борота |
| 1982   | Майк Филери  |

| Година | Победител     |
| ------ | ------------- |
| 1983   | Джой Джонс    |
| 1984   | Пат Невин     |
| 1985   | Давид Спийди  |
| 1986   | Еди Нидзвецки |
| 1987   | Пат Невин     |
| 1988   | Тони Дориго   |
| 1989   | Греъм Робъртс |
| 1990   | Кен Монкоу    |
| 1991   | Анди Таунсенд |
| 1992   | Пол Елиът     |
| 1993   | Франк Синклер |
| 1994   | Стийв Кларк   |
| 1995   | Ерланд Йонсен |
| 1996   | Рууд Гулит    |
| 1997   | Марк Хюз      |
| 1998   | Денис Уайз    |

| Година | Победител        |
| ------ | ---------------- |
| 1999   | Джанфранко Дзола |
| 2000   | Денис Уайз       |
| 2001   | Джон Тери        |
| 2002   | Карло Кудичини   |
| 2003   | Джанфранко Дзола |
| 2004   | Франк Лампард    |
| 2005   | Франк Лампард    |
| 2006   | Джон Тери        |
| 2007   | Микаел Есиен     |
| 2008   | Джо Коул         |
| 2009   | Франк Лампард    |
| 2010   | Дидие Дрогба     |
| 2011   | Петър Чех        |
| 2012   | Хуан Мата        |
| 2013   | Хуан Мата        |
| 2014   | Еден Азар        |

| Година | Победител |
| ------ | --------- |
| 2015   | Еден Азар |

### Официални сайтове
- www.chelseafc.com
- Официален сайт на фенклуб Челси-България

### Неофициални сайтове
- www.chelseanews.com
- www.theleftback.co.uk Архив на оригинала от 2020-11-13 в Wayback Machine.
- www.theshedend.com
- www.chelsea.pl Архив на оригинала от 2019-07-14 в Wayback Machine.
- Рон Харис, рекордьор със 795 мача за Челси.